# Vaalserberg

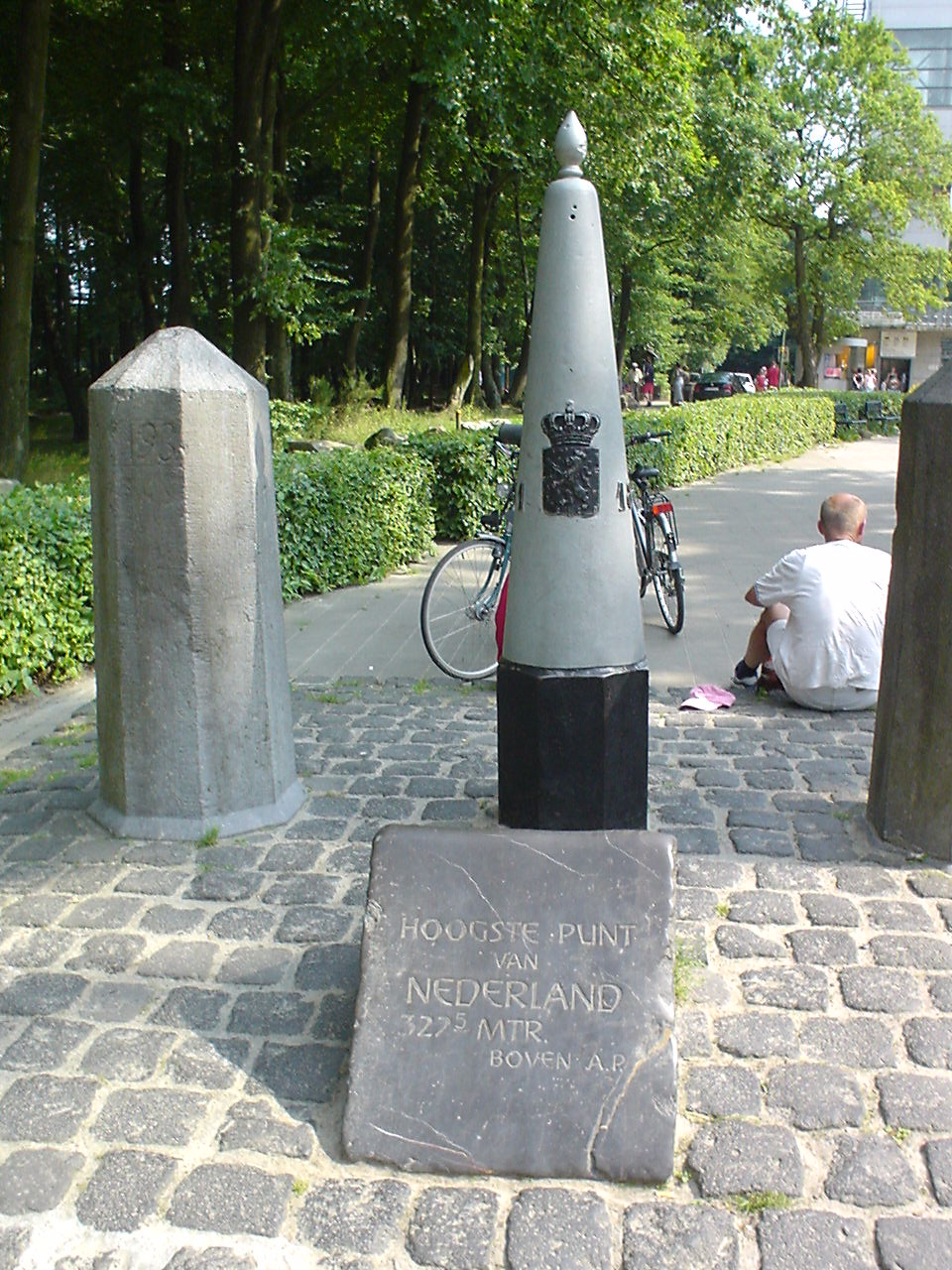
Vârful dealului

Vaalserberg este cea mai înaltă zonă naturală a Țărilor de Jos. Dealul are o înălțime de 321,5 m. Vaalserberg se află în sudul țării, în provincia Limburg. Acest deal nici nu este cel mai înalt punct al Țărilor de Jos, pentru exemplu, turnul Gerbrandy are o înălțime de 375 m.
Vaalserberg face parte din comuna Vaals și se află în partea cea mai sudică a Țărilor de Jos. La vârful dealului Țările de Jos se învecinează cu două țări, Belgia și Germania. Chiar acolo sunt două "turnuri de vedere", în partea olandeză se află turnul Wilhelmina si în partea belgiană turnul Boudewijn.
În anul 1815, dealul a fost împărțit între patru țări. Această perioadă s-a terminat în 1919, când Moresnet, o țară extrem de mică cu o suprafață de numai 344 hectare, s-a unit cu Belgia.